# Årets kock (Finland)
Årets kock är ett mästerskap i professionell matlagning i Finland. Det har arrangerats årligen sedan 1995. Sedan 2013 utses samtidigt Årets servitör. Fram till 2020 års tävling var stiftelsen för befrämjandet av finländsk matkultur ELO arrangör. Sedan 2021 arrangeras tävlingen av grossisten Wihurin Metro.

## Vinnare av Årets kock[3]
- 1995 – Pekka Terävä
- 1996 – Aki Wahlman
- 1997 – Michael Björklund
- 1998 – Petteri Luoto
- 1999 – Markus Aremo
- 2000 – Peppi Aralehto
- 2001 – Henry Tikkanen
- 2002 – Marko Palovaara
- 2003 – Ari Ruoho
- 2004 – Juuse Mikkonen
- 2005 – Matti Jämsén
- 2010 – Mika Palonen
- 2011 – Henri Kotkavuori
- 2012 – Eero Vottonen
- 2013 – Erik Mansikka
- 2014 – Heikki Liekola
- 2015 – Ismo Sipeläinen
- 2016 – Toni Kostian
- 2017	– Mattias Åhman
- 2018	– Kalle Tanner
- 2019	– Mikko Kaukonen
- 2020	– Lari Helenius
- 2021	– Kim Päivästö
- 2022	– Jonathan Slotte
- 2023	– Johan Kurkela
- 2024	– Simo Harrivaara